# Brut (profumo)

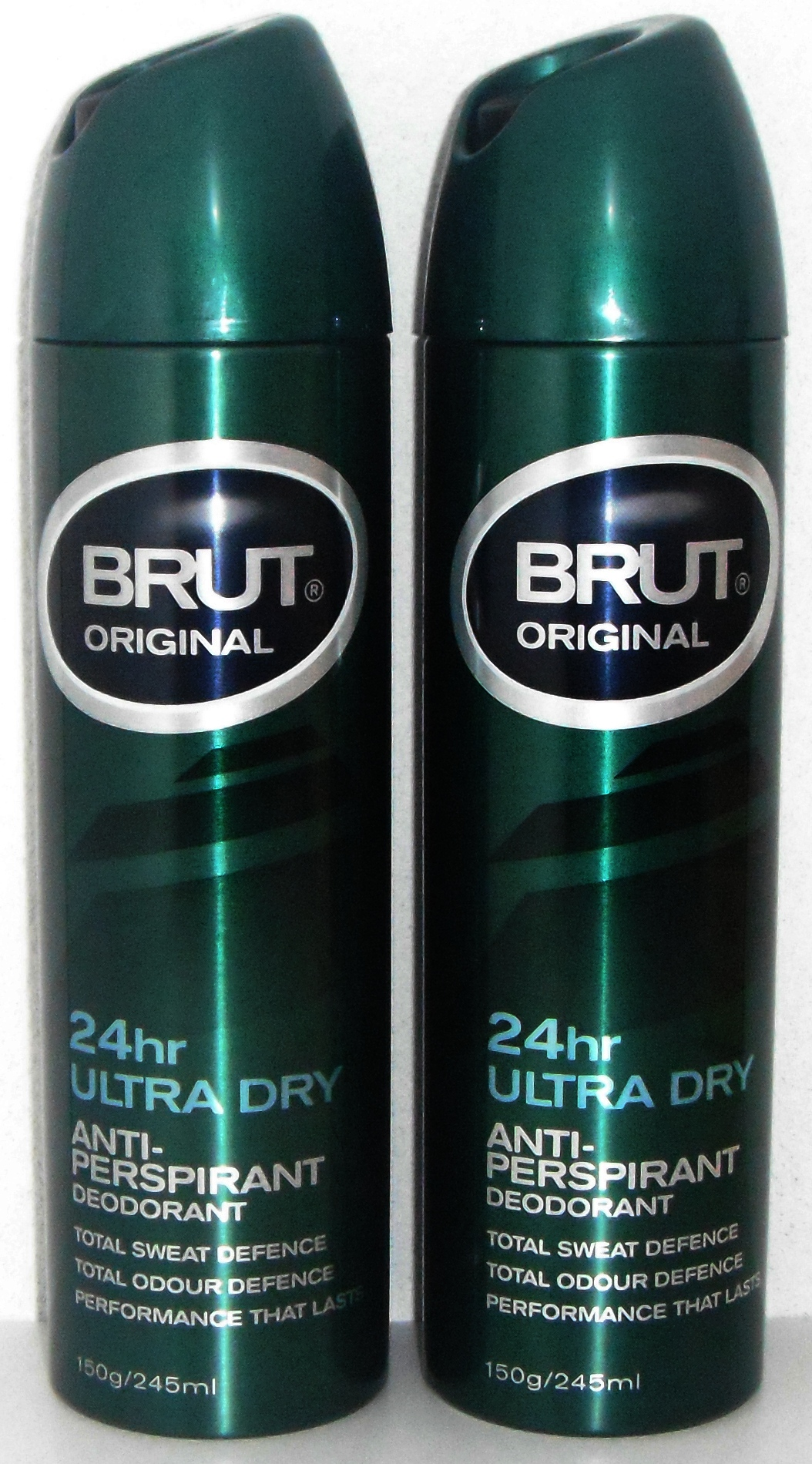
2 deodoranti antitraspiranti Brut Original

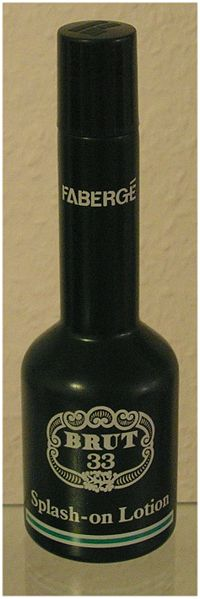
Confezione di Splash-On Lotion Brut 33

Brut è una linea di profumi per uomo, creata nel 1964, il azienda olandese-britannica Unilever. Intorno ad esso la Fabergé ha sviluppato una linea di prodotti per la bellezza maschile.

## Storia
Lanciato nel 1964, il marchio Brut fu il primo a proporre in Francia un profumo Fougère aromatico, il Brut Original. Nel 1973, viene lanciato il Brut 33, un'eau de cologne. In seguito a questo successo, la Brut decide, nel 1977, di lanciare il prodotto nelle grandi superfici per raggiungere un pubblico più vasto.
Nel 1989, Unilever rileva il marchio Brut dalla Fabergé, da questo momento, il prodotto non è più commercializzato come Brut de Fabergé ma come Brut Parfums Prestige – Paris 1965; nel settembre 2003, la Unilever ha ceduto il marchio Brut nelle Americhe alla Helen of Troy.
I prodotti Brut sono prodotti e distribuiti direttamente dalla Unilever in Francia, Regno Unito, Irlanda e Sudafrica e su licenza da SDL Group in Asia e Africa, indipendentemente dalla Helen of Troy nelle Americhe e, infine, in Australia i prodotti Brut sono prodotti localmente e distribuiti dalla PharmaCare Laboratories.

### Imballaggio
Il flacone originale dell'eau de toilette maschile Brut, prevedeva una bottiglia di colore verde scuro dal lungo collo e con il tappo argentato, così come la "medaglia" appesa al collo della bottiglietta dove vi era il logo Brut. Per il mercato statunitense tale packaging è quasi rimasto invariato, in anni più recenti il flacone è stato modernizzato pur mantenendo la forma a bottiglia; mentre per il mercato europeo, in anni più recenti, si è optato per un flacone trasparente più tradizionale (rettangolare ma arrotondato) con tappo verde. Il logo "Brut" invece è rimasto inalterato negli anni. 

Il packaging Unilever prevede una bottiglia di vetro rettangolare arrotondata trasparente con tappo grigio per l'eau de toilette e una confezione in alluminio cilindrica (verde per l'original, grigio scuro per il musk, azzurro per la sport style) con tappo grigio per il deodorante spray.

### Testimonials
Pubblicizzato quasi sempre intorno all'idea del "profumo dell'uomo" («Brut, l'essence de l'homme» e «The Essence of Man»), i testimonial scelti per pubblicizzare il prodotto sono sempre stati scelti nel mondo dello sport ed in particolare del rugby. 

Fra i primi a prestare il proprio volto a Brut si ricordano il giocatore di football americano Joe Namath, il giocatore di baseball Hank Aaron, il giocatore di basket Wilt Chamberlain fino ad arrivare a Muhammad Ali. 

Il pilota Allan Moffat nel 1973 guidò una Ford Mustang Trans-Am e nel 1975 una Ford Falcon XB entrambe sponsorizzate da Brut 33. 

Negli anni settanta il prodotto è stato rappresentato tra gli altri dai calciatori Pelé, Franz Beckenbauer, Kevin Keegan, dal tennista Adriano Panatta e dal motociclista Barry Sheene. Negli anni ottanta fu utilizzato anche il calciatore inglese Paul Gascoigne. 

Brut era inoltre il profumo preferito di Elvis Presley.  Nel novembre 2013, il prodotto è pubblicizzato dall'attore francese Samuel Le Bihan. Nel 2015, Jim Harbaugh fu citato come un uomo Brut.

## Prodotti

### Varianti
La prima variante al classico Brut (ridenominato poi Brut Original) fu nel 1974, con la sua versione economica denominata Brut 33, il numero 33 rappresentava la percentuale di prodotto rispetto all'eau de toilette originale. 

Nel 1983 si unì un'altra variante: il Brut 33 musk, la cui profumazione è molto simile al 33, ma con una punta di cuoio e di muschio che lo rende più caldo. 

Dopo che la Fabergé fu rilevata dalla multinazionale Unilever, la classica fragranza Brut fu ribattezzata Brut Original, e venduta in confezioni di colore verde, per distinguerla dalle sue nuove varianti: Brut Musk (confezione grigia), Brut Océans (confezione blu) e Brut Passion (confezione rossa).

### Linea
La linea (sia nella versione classica, sia in quella denominata 33 e 33 Musk) almeno sino agli anni ottanta comprendeva: l'after shave (dopobarba), lo splah-on (colonia tonificante dopo doccia), la schiuma da barba, il sapone, lo shampoo, la lacca maschile spray, il doccia-gel e il bagno schiuma, oltre che i più noti deodoranti antitraspiranti in stick ed in spray.
La linea attuale (2016) comprende eau de toilette, deodoranti, antitraspiranti e dopobarba, con variazioni a seconda dei paesi di commercializzazione:
Francia
- Eau de toilette
  - Brut Original
- Deodorante
  - Brut Original
  - Brut Musk
  - Brut Océans
  - Brut Alaska
  - Brut Sport style
  - Brut Attraction totale
- Antitraspirante
  - Brut Original
- Dopobarba
  - Brut Original

Regno Unito
- Eau de toilette
  - Brut Original
- Deodorante
  - Brut Original
  - Brut Musk
  - Brut Sport style
- Antitraspirante
  - Brut Original
- Dopobarba
  - Brut Original
  - Brut Sport Style
  - Brut Splash-On Lotion
  - Eau de Brut

Altri paesi
- Linea Original
- Linea Oceans
- Linea Musk
- Linea Identity
- Linea Instinct
- Linea Eau de Brut
- Linea Sport Style